# Caffrowithius planicola
Caffrowithius planicola är en spindeldjursart som beskrevs av Volker Mahnert 1982. Caffrowithius planicola ingår i släktet Caffrowithius och familjen blindklokrypare. Inga underarter finns listade.